# 유정완
유정완(1996년 4월 5일 ~ )은 대한민국의 축구 선수로, 주로 활동하는 포지션은 공격형 미드필더이며, 스트라이커, 윙어, 중앙 미드필더로도 활동한다.

## 축구인 경력
유정완은 U-20 연령별 대표팀을 거쳤고, 2017년에는 타이베이시에서 열린 하계유니버시아드 대표팀에 선발되었다. 대학팀 선발전에서는 중앙 미드필더로 활약하기도 하였다.
2017년 12월 12일 K리그 챌린지의 서울 이랜드 FC에 입단하였다. K리그2 2018 시즌 3라운드 대전 시티즌과의 원정 경기에서 최치원과 교체 투입되며, 자신의 프로 데뷔 무대를 가지게 되었다. 4라운드 광주 FC와의 홈 경기에서는 선발 출장하며, 자신의 첫 프로 선발 무대를 가지게 되었다. 3월 24일 광주 FC와의 홈 경기에서 팀에서의 첫 선발 출장을 기록하였다. 3월 31일 부천 FC 1995와의 홈 경기에서는 스트라이커로 출전하였으며, 전반 30분 최오백의 골에 도움을 기록하며, 서울 이랜드에서의 첫 공격 포인트를 기록하였다.
2023년 12월 31일 계약 만료로 서울 이랜드 FC를 떠났다.